# Kihnu
Kihnu (njemački: Kühnö) je estonski otok u Baltičkom moru. Površina otoka je 17,1 km², te je najveći otok u Riškom zaljevu i sedmi po veličini estonski otok. Dužina otoka je 7 km, širina 3,3 km a najviša točka je na 8,9 m nadmorske visine. Prema podacima iz 2011. godine na otoku je živjelo 487 stanovnika raspoređenih u četiri naselja (Lemsi, Linaküla, Rootsiküla i Sääre), prosječna gustoća naseljenosti 36,87 stan./km2. Zajedno sa susjednim otocima čini općinu Kihnu koja je jedna od najmanjih općina u zemlji s površinom od 16,8 km2.

## Etimologija
Kihnu se na lokalnom dijalektu naziva i Kihnumua. Imena na drugim jezicima uključuju Ķīļu na latvijskom, Kynö na standardnom švedskom, Kin na estonskom švedskom i povijesno Kühnö na njemačkom. Na estonskom znakovnom jeziku, riječ za otok se piše oponašanjem okomitih pruga suknje Kihnu. Postoje različite teorije o etimologiji imena Kihnu, ali nema jedinstvenog mišljenja. Najranija zabilježena verzija imena je Kyne iz 1386.

## Kultura i znamenitosti
Baltički otoci Manija i Kihnu su naseljeni malenom skupinom autohtonog stanovništva čiji su muškarci godinama morali ribariti na otvorenom moru, dok su žene ostajale i skrbile za otok. Žene su postale zaštitnice tradicionalne kulture uključujući ručne radove, plesove, igre i glazbu. Vunene rukavice ülalistmine i prugaste suknje su poznate u mnogim zemljama. Glazba je osobito bila važna u tradiciji Kihnua, a podrazumijeva vjerske gozbe i druga slavlja, ali i drevne predkršćanske runo pjesme (Kalevalska ljestvica) koje se izvode u narodnoj nošnji ukrašenoj jakim bojama i simbolima drevnih legendi i epova.
Zahvaljujući geografskoj izolaciji i snažnom osjećaju duha zajednice i baštine predaka, stanovnici Kihnua su uspjeli sačuvati svoje obrte i običaje. Kulturni krajolik Kihnua je od 2003. godine po zaštitom UNESCO-a kao nematerijalna svjetska baština.
Obližnji otok Manilaid (ili Manija, Manõja na dijalektu Kihnu) nastanjen je ljudima iz Kihnua od 1933. i stoga dijeli njegovu kulturu.

## Promet
Do Kihnua se može stići petnaestominutnim putovanjem avionom iz Pärnua ili trajektom, pri čemu putovanja traju tri sata iz Pärnua i jedan iz Manilaida. Kad je more zimi zaleđeno, do otoka se može voziti i preko leda.

## Jezik
Smatra se da dijalekt Kihnu pripada skupini otočnih dijalekata sjevernoestonskog, zajedno s dijalektima Saaremaa, Muhu i Hiiumaa. Neobično je među sjevernoestonskim dijalektima u očuvanju harmonije samoglasnika, poput većine drugih finskih jezika . U dijalekt spadaju tritonzi. Postoje švedski utjecaji u rječniku i intonaciji.

## Geografija i klima
Otok ima pješčanu unutrašnjost i stjenovitu obalu koju čini više od pedeset otočića koji su važno gnijezdilište ptica. Uz dine, obalne grebene i pijesak istočnog dijela, otok doseže najveću visinu od 29,6 m nadmorske visine.
| Klimatološki srednjaci za Kihnu                                 | Klimatološki srednjaci za Kihnu | Klimatološki srednjaci za Kihnu | Klimatološki srednjaci za Kihnu | Klimatološki srednjaci za Kihnu | Klimatološki srednjaci za Kihnu | Klimatološki srednjaci za Kihnu | Klimatološki srednjaci za Kihnu | Klimatološki srednjaci za Kihnu | Klimatološki srednjaci za Kihnu | Klimatološki srednjaci za Kihnu | Klimatološki srednjaci za Kihnu | Klimatološki srednjaci za Kihnu | Klimatološki srednjaci za Kihnu |
| mjesec                                                          | sij                             | velj                            | ožu                             | tra                             | svi                             | lip                             | srp                             | kol                             | ruj                             | lis                             | stu                             | pro                             | godina                          |
| --------------------------------------------------------------- | ------------------------------- | ------------------------------- | ------------------------------- | ------------------------------- | ------------------------------- | ------------------------------- | ------------------------------- | ------------------------------- | ------------------------------- | ------------------------------- | ------------------------------- | ------------------------------- | ------------------------------- |
| srednji maksimum, °C                                            | 0,0                             | −1,0                            | 1,8                             | 7,6                             | 14,0                            | 18,1                            | 21,3                            | 20,7                            | 16,1                            | 10,2                            | 5,4                             | 2,3                             | 9,7                             |
| srednja dnevna temperatura, °C                                  | −1,7                            | −2,9                            | −0,5                            | 4,5                             | 10,5                            | 14,9                            | 18,3                            | 18,0                            | 13,8                            | 8,3                             | 3,8                             | 0,8                             | 7,3                             |
| srednji minimum, °C                                             | −3,6                            | −4,9                            | −2,7                            | 2,1                             | 7,7                             | 12,3                            | 15,6                            | 15,4                            | 11,5                            | 6,4                             | 2,1                             | −1,0                            | 5,1                             |
| oborine, mm                                                     | 42                              | 35                              | 33                              | 33                              | 36                              | 59                              | 62                              | 66                              | 54                              | 67                              | 57                              | 52                              | 595                             |
| oborine, dani                                                   | 9                               | 7                               | 7                               | 7                               | 7                               | 8                               | 8                               | 9                               | 10                              | 11                              | 12                              | 11                              | 106                             |
| Izvor: Estonian Weather Service (precipitation days, 1971–2000) |                                 |                                 |                                 |                                 |                                 |                                 |                                 |                                 |                                 |                                 |                                 |                                 |                                 |

## Galerija
- Morska obala Kihnua
- Muzej otoka Kihnu
- Crkva na Kihnuu
- Ubožnica na otoku
- Folklorna skupina Kihnu Virve, slavlje vatre 2009. god.

## Vanjske poveznice
- Informacije o otoku

1. ↑  Kihnu Eesti Looduse Infosüsteemis (estonski), pristupljeno 9. lipnja 2019.
2. 1 2  Rahvaloenduse tulemused näitavad asustatud saarte arvu kasvu. Statistikaamet, 9. siječnja 2013.
3. ↑  Dictionary of Estonian Place names
4. ↑  UNESCOv opis svjetske baštine Kihnua
5. ↑  The islands in the Väinameri Sea and the Gulf of Riga. Estonica. Eesti Instituut. 28. rujna 2012. Inačica izvorne stranice arhivirana 15. kolovoza 2016. Pristupljeno 20. veljače 2018.
6. ↑  
Climate normals-Temperature. Estonian Weather Service. Pristupljeno 14. veljače 2021.
7. ↑  
Climate normals-Precipitation. Estonian Weather Service. Pristupljeno 14. veljače 2021.
8. ↑  
Climate normals-Humidity. Estonian Weather Service. Pristupljeno 14. veljače 2021.
9. ↑  
Kliimanormid-Sademed, õhuniiskus (estonski). Estonian Weather Service. Inačica izvorne stranice arhivirana 22. veljače 2012. Pristupljeno 14. veljače 2021.
10. ↑  
Rekordid (estonski). Estonian Weather Service. Pristupljeno 19. ožujka 2021.

### Ostali projekti
|  | Zajednički poslužitelj ima još gradiva o temi Kihnu |